# جيمز رادار+
غيمز رادار (بالإنجليزية: GamesRadar)‏ هو موقع العاب فيديو يضم آخر أخبار ألعاب الفيديو العادية والعاجلة .يعرض الموقع عروض أولية واستعراض ومقاطع الفيديو عن ألعاب الفيديو بشكل مستمر. يدخل نحو 3.25 مليون زائر شهرياً للموقع.

## وصلات خارجية
- GamesRadar.com
- FileRadar.net
- CheatPlanet US
- CheatPlanet UK